# Antara ibne Xadade
Antara ibne Xadade Alabeci (em árabe: عنترة بن شداد العبسي; Négede, 525 — Hail, 615) foi um cavaleiro e poeta árabe pré-islâmico, famoso tanto por sua poesia quanto por sua vida de aventuras. Seu poema principal faz parte da Mu'allaqāt, uma coleção de sete "odes penduradas" que dizem terem sido suspensas na Caaba. O relato de sua vida é a base de um romance longo e extravagante.

## Biografia

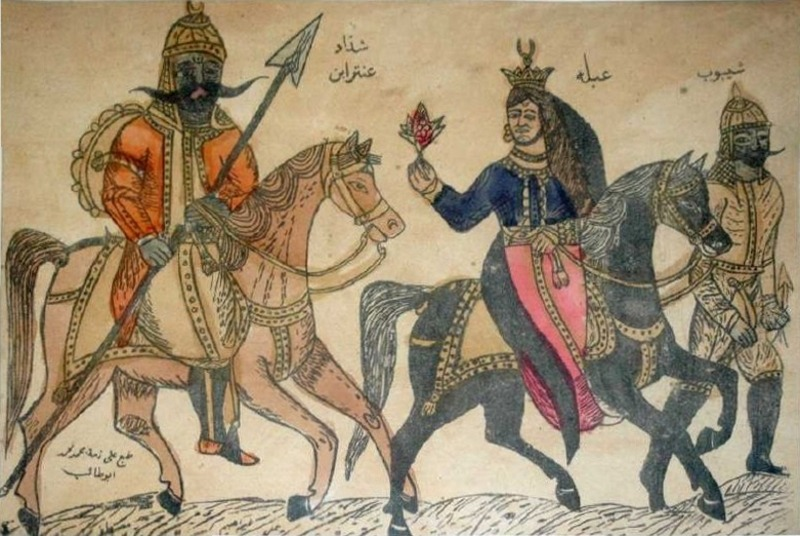
Antara e Abla retratados em uma estampa tatuada egípcia do século XIX

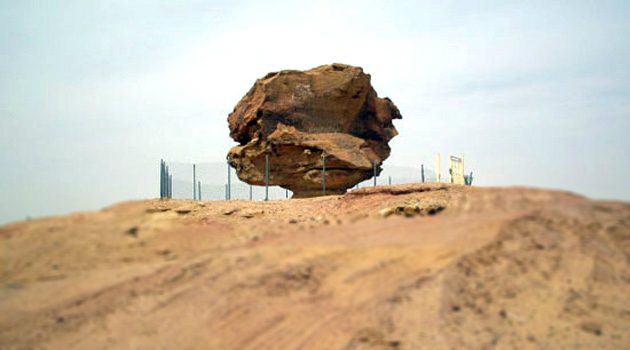
Uma foto recente do que é dito ser a famosa rocha onde Antara costumava se encontrar com Abla. Em Al Jiwa, Arábia Saudita

Antara nasceu em Négede, Arábia. Era filho de Xadade, um guerreiro respeitado dos Banu Abs sob o comando de seu chefe Zuhair. Sua mãe era uma mulher etíope chamada Zabiba. Ela era uma princesa capturada por seu pai como escrava durante um ataque tribal contra os axuns. Descrito como um "corvo árabe" (al-aghribah al-'Arab) devido à sua pele escura, Antara também se tornou escravo. Ele se apaixonou por sua prima Abla, mas não tinha esperança de se casar com ela devido à sua posição. Ele também ganhou a inimizade da esposa de seu pai, Xamea.
Antara conquistou atenção e respeito por si mesmo, por suas notáveis qualidades pessoais e coragem na batalha, destacando-se como um poeta talentoso e um poderoso guerreiro. Obteve sua liberdade depois que outra tribo invadiu as terras dos Banu Abs. Quando o pai lhe disse: "Antara lute com os guerreiros", ele respondeu que "o escravo não sabe atacar nem se defender, mas só serve para ordenhar cabras e servir aos seus senhores". Seu pai lhe respondeu: "Defenda a sua tribo e você ganhará a liberdade". Depois de derrotar os invasores, ele procurou obter permissão para se casar com sua prima. Para garantir permissão para se casar, Antara teve que enfrentar desafios, incluindo conseguir um tipo especial de camelo do reino árabe dos lacmidas, então sob o governo de Numane III ibne Almondir. Antara participou da grande guerra entre as tribos aparentadas dos Abs e Dubiã, que começou por uma competição de cavalos, e recebeu o nome deles, a guerra de Dais e Gabra.
A data e a maneira de sua morte são uma questão controversa. Ibn Doreid diz que ele foi morto por Wasr-ben-Jaber ou em uma batalha contra os tai, enquanto de acordo com Abu Obeida, ele morreu de morte natural na velhice.
A poesia de Antara está bem preservada, e muitas vezes fala de valores cavalheiresco, coragem e heroísmo em batalha, assim como seu amor por Abla. Ficou imortalizada quando um de seus poemas foi incluído na Mu'allaqat, uma coleção de poemas que se dizia ter sido suspensa na Caaba. A importância histórica e cultural de sua poesia decorre de suas descrições detalhadas de batalhas, armaduras, armas, cavalos, deserto e outros temas de seu tempo.

## Legado

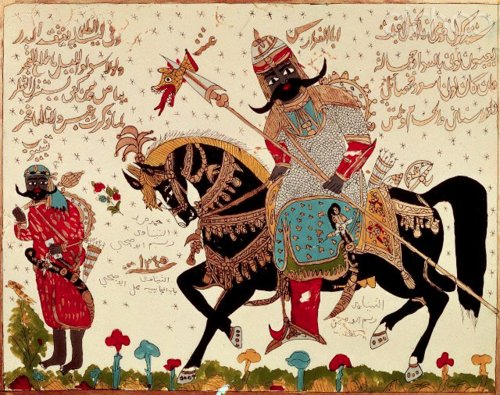
Uma pintura sobre vidro de Antara ibne Xadade

A história de Antara e Abla foi bordada em uma saga poética tradicionalmente creditada a al-Asma'i, um poeta da corte de Harune Arraxide. Ainda é recitada por contadores de histórias tradicionais em cafés árabes. Sua importância foi comparada aos romances arturianos da literatura inglesa. Sua casa e seu estábulo eram particularmente lendários. Um dos sete clãs de Belém é chamado de Anatre, em homenagem a Antara. Antigamente, ele atuava como guardião da Igreja da Natividade.
O compositor russo Nikolai Rimsky-Korsakov escreveu sua Sinfonia n.º 2 baseada na lenda de Antara. Em 1898, o pintor francês Étienne Dinet publicou sua tradução de um poema épico árabe do século XIII, Antara, que trouxe Antara ibne Xadade à atenção dos europeus. Ele foi seguido por uma série de trabalhos derivados, como Antara e Abla de Diana Richmond, que promoveram a exposição ocidental às lendas de Antara ibne Xadade. "Antara" é o título da primeira ópera palestina, composta pelo músico palestino Mustapha al-Kurd em 1988.
O pintor libanês Rafic Charaf desenvolveu, a partir da década de 1960, uma série de pinturas que retratam as epopeias de Antara e Abla. Essas obras que mostram seu interesse pelo folclore popular da região são consideradas uma pedra angular na obra do artista.

## Obras
Os poemas de Antara foram publicados em The divans of the six ancient Arabic poets..., de Wilhelm Ahlwardt (Londres, 1870); eles também foram publicados separadamente em Beirute (1888). Quanto à sua autenticidade, segundo Bemerkungen über die Aechtheit der alten arabischen Gedichte... de Wilhelm Ahlwardt (Greifswald, 1872). The Romance of 'Antar (Sīrat' Antar ibn Shaddād) é uma obra que foi transmitida por muito tempo apenas pela tradição oral; atingiu proporções imensas e foi publicado em 32 volumes no Cairo (1889), e em 10 volumes em Beirute, 1871. Foi parcialmente traduzido por Terrick Hamilton sob o título Antar, a Bedoueen romance (4 volumes, Londres, 1820). Além disso, Sīrat 'Antar foi traduzido para o turco por ordem do sultão Maomé II, o Conquistador em 1477. O tradutor da tradução turca em três volumes é desconhecido. As cópias manuscritas da tradução turca conhecida como "Qıssa-i 'Antar" estão disponíveis na Biblioteca do Museu do Palácio de Topkapi.